# Golpe de Estado de São Silvestre

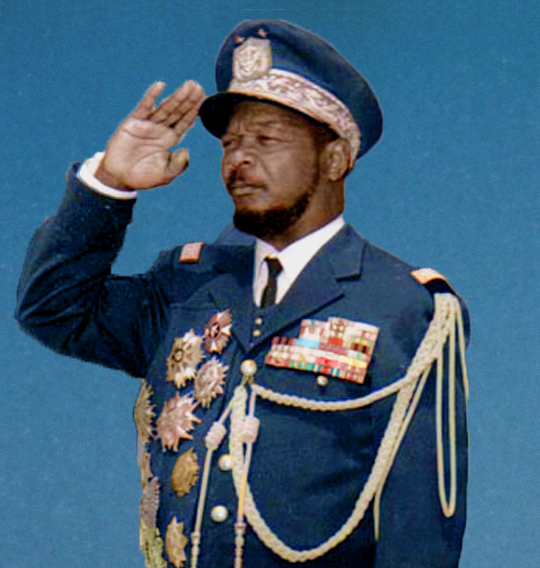
Bokassa, 1970.

^{?}A bandeira da República Centro Africana, de onde ocorreram os fatos.

O Golpe de Estado de São Silvestre  (do francês Saint-Sylvestre coup d'État) foi um golpe de Estado organizado por Jean-Bédel Bokassa, líder do exército da República Centro Africana (RCA), e os seus oficiais militares contra o governo do presidente David Dacko entre 31 de dezembro de 1965 e 1 de janeiro de 1966. Dacko, primo de Bokassa, assumiu o país em 1960, e Bokassa, um oficial militar do exército francês, ingressou no exército da RCA em 1962. Em 1965, o país estava em crise, assolado pela corrupção e pelo lento crescimento econômico, enquanto suas fronteiras foram violadas por rebeldes de países vizinhos. Dacko obteve ajuda financeira dos comunistas da República Popular da China, mas, apesar deste apoio, os problemas do país persistiram. Bokassa fez planos para assumir o governo; Dacko estava ciente disso, e tentou conter formando a gendarmaria liderada por Jean Izamo, que rapidamente tornou-se o mais próximo conselheiro de Dacko.
Com o auxílio do capitão Alexandre Banza, Bokassa iniciou o golpe na noite de Ano Novo em 1965. Primeiro, Bokassa e seus homens capturaram Jean Izamo, prenderam-o em um porão em Camp de Roux. Os homens de Bokassa, então ocuparam a capital, Bangui, e dominaram a polícia civil e qualquer outra resistência. Depois da meia-noite, Dacko voltou para a capital, onde foi imediatamente detido, forçado a renunciar ao cargo e, em seguida, aprisionado em Camp Kassai. De acordo com relatórios oficiais, oito pessoas foram mortas por resistir ao golpe. Até o final de janeiro de 1966, Izamo foi torturado até a morte, porém a vida de Dacko seria poupada por causa de um pedido do governo francês, que Bokassa tentava satisfazer. Bokassa justificou o golpe de Estado, afirmando que ele tinha que salvar o país de cair sob a influência do comunismo, e cortou relações diplomáticas com a China. Nos primeiros dias de seu governo, Bokassa dissolveu a Assembleia Nacional, aboliu a Constituição e emitiu uma série de decretos, proibindo a mendicidade, a circuncisão feminina e a poligamia, entre outras coisas. Bokassa inicialmente lutou para obter o reconhecimento internacional para o novo governo. No entanto, após uma reunião bem sucedida com o presidente do Chade, François Tombalbaye, obteve o reconhecimento do regime de outros países africanos e, eventualmente, da França, a antiga potência colonial.
Banza, o braço direito de Bokassa, tentou seu próprio golpe, em abril de 1969, mas um de seus cúmplices informou o presidente do plano. Banza foi colocado na frente de um tribunal militar e foi condenado à morte por fuzilamento. Dacko, que permaneceu em isolamento em Camp de Roux, enviou uma carta ao embaixador da China em Brazzaville, em junho de 1969, que Bokassa interceptou. Bokassa acusou Dacko de ameaçá-lo com a segurança do Estado e transferiu-o para a infame prisão de Ngaragba, onde muitos prisioneiros levados em cativeiro durante o golpe continuavam sendo mantidos. Um juiz local convenceu Bokassa de que havia falta de provas para condenar Dacko, que foi por sua vez colocado sob prisão domiciliar. Em setembro de 1976, Dacko foi nomeado assessor pessoal do presidente; e posteriormente, o governo francês convenceu-o a participar de um golpe de Estado para derrubar Bokassa, que estava sob pesadas críticas por seu governo ditatorial cruel. Este golpe foi realizado entre 20 e 21 de setembro de 1979, quando Dacko assumiu a presidência novamente, apenas para ser derrubado em um outro golpe dois anos mais tarde.